# غلامحسین رهنما
غلامحسین رهنما (زاده ۱۲۶۱ خورشیدی شیراز – درگذشته ۱۲ اردیبهشت ۱۳۲۵) استاد ریاضی و نجوم و سیاستمدار ایرانی بود.

## زندگی
غلامحسین رهنما در سال (۱۲۹۹ هجری قمری) به دنیا آمد. پدرش حاج میرزا علی‌محمد ملاباشی معلم سلطان حسین میرزا پسر جوان‌مرگ ناصرالدین شاه شد. غلامحسین برادری هم به نام عبدالرحیم رهنما داشت. 
تحصیلات ابتدائی و مقدماتی را در شیراز فراگرفت و به مدرسه دارالفنون تهران وارد شد. پس از اتمام دارالفنون، مدت‌ها نزد عبدالغفار نجم‌الدوله معلومات خود را در رشتهٔ ریاضی و نجوم تکمیل کرد و به معلمی ریاضیات در دارالمعلمین برگزیده شد و سالیان دراز در آنجا تدریس می‌کرد. در سال ۱۳۰۵ خورشیدی مجمع نجومی آکادمی علوم فرانسه او را به عضویت دائمی پذیرفت. در سال ۱۳۱۳ موفق به اخذ درجهٔ دکترا از شورای عالی دانشگاه تهران شد و حدود چهل و پنج سال در مدارس عالی و دانشگاه تهران به تدریس علوم ریاضی و هیئت اشتغال داشت. غلامحسین رهنما گذشته از تبحر در علوم ریاضی، به زبان و ادبیات فارسی و عربی تسلط داشت و از زبان فرانسه هم بهرهٔ کافی برده بود. بیشتر رجال و معاریف پس از عصر مشروطیت از شاگردان او بوده‌اند.

## مشاغل دولتی
رهنما در سال ۱۳۰۵ که مهدی‌قلی هدایت وزارت فوائد عامه را به عهده گرفت، معاون او شد. اردیبهشت سال بعد مهدی مشیر فاطمی از وزارت داخله کناره گرفت، هدایت سرپرستی این وزارتخانه را به او سپرد و در خرداد که نخست‌وزیر شد، رهنما را معاون خود کرد. در امرداد ۱۳۱۰ اعتمادالدوله قراگوزلو وزیر معارف، رهنما را معاون خود کرد و او چند سال در این سمت ماند. در سال ۱۳۱۳ با تأسیس دانشگاه تهران به استادی این دانشگاه انتخاب شد و پایه دانشکدهٔ فنی را گذاشت و ریاست آن را به عهده گرفت. پس از استقلال دانشگاه تهران، معاونت دانشگاه هم ضمیمه کارش شد. رهنما از اعضای پیوستهٔ فرهنگستان هم بود و همچنین از سال ۱۳۱۸ تا زمان مرگ ریاست هیئت نظار بانک ملی را برعهده داشت. او در سال ۱۳۲۴ در سه کابینه متوالی ابراهیم حکیمی و محسن صدر وزیر فرهنگ بود.

## شکایت علیهاحمد کسروی
رهنما در خرداد سال ۱۳۲۴ به عنوان وزیر فرهنگ علیه کسروی شکایتی را در دادگستری ثبت می‌کند که بنیان اصلی این شکایت پخش و نشر کتب ضاله و خلاف شرع از سوی کسروی است. این شکایت در نهایت منجر به ترور کسروی و کشته شدن وی می‌شود.

## درگذشت
غلامحسین رهنما در ایوان مقبره ناصرالدین شاه در جوار شاه عبدالعظیم در باغ جیران در شهر ری به خاک سپرده شده است.

## کتابشناسی
تالیفات او در رشتهٔ ریاضی از پنجاه جلد متجاوز است. بیشتر کتب ریاضیات و فیزیک و شیمی در آن تاریخ تألیف اوست و در مدرسهٔ عالی حقوق و دارالمعلمین هم درس می‌داد.
- هیئت
- هندسهٔ مجسمات
- هندسهٔ فضایی چشم‌نمای هندسی
- فیزیک
- هندسهٔ مسطحه
- نسبت محیط به قطر دایرهٔ عدد پی، که موضوع رساله دکترای وی بوده‌است.

## یادداشت
1. ↑   شماری از نوادگان زین‌العابدین حائری مازندرانی (از مراجع تقلید کربلا در عصر قاجار) نیز نام‌خانوادگی رهنما داشتند، همچون زین‌العابدین رهنما و پسرانش حمید رهنما و فریدون رهنما، که با خانواده میرزا علی‌محمد ملاباشی نسبتی ندارند.